# Macraesthetica rubiginis
Macraesthetica rubiginis är en fjärilsart som beskrevs av Walsingham 1907. Macraesthetica rubiginis ingår i släktet Macraesthetica och familjen vecklare. Inga underarter finns listade i Catalogue of Life.